# Abhazija
Abhazija ili Aphazija (abhaski: Aҧsnы Apsny, gruzijski: აფხაზეთი Apkhazeti, ili Abkhazeti, ruski: Абха́зия) je međunarodno nepriznata država na Kavkazu koja je proglasila svoju neovisnost od Gruzije nakon rata vođenog 1992. – 1993. godine. Do danas su je kao neovisnu Republiku Abhaziju priznale Rusija, Nikaragva, Venezuela i Nauru, te Južna Osetija i Pridnjestrovlje. Površine je 8320 km².
Međunarodne organizacije kao što su UN, Europska komisija, OESS, NATO, Svjetska trgovinska organizacija, Vijeće Europe i većina suverenih država priznaje Abhaziju kao dio Gruzije i podupiru njen teritorijalni integritet koji joj po principima međunarodnog prava pripadaju.  
Na prijedlog oba doma ruskog parlamenta 26. kolovoza 2008. predsjednik Rusije Dmitrij Medvedev priznao je neovisnost Abhazije i pozvao predstavnike drugih država da slijede njegov primjer. Predstavnici Europske unije i NATO Saveza odmah su osudili rusko priznanje abhazijske neovinosti kao namjerno kršenje Međunarodnog prava, te su pozvali na očuvanje teritorijalnog integriteta i suverenosti Gruzije.

## Zemljopis
Kavkaz na sjeveru i sjeveroistoku zemlje dijeli Abhaziju od Rusije. Na istoku i jugoistoku Abhazija graniči s gruzijskom regijom Samegrelo-Zemo Svaneti, a na jugu i jugozapadu izlazi na Crno more.
Abhazija je izrazito planinska zemlja, a klima pogoduje proizvodnji duhana, čaja, vina i raznog voća. Kroz zemlju protječe nekoliko rijeka od kojih su najveće: Kodori, Bzyb, Ghalidzga, Gumista, Psou i Enguri. Rijeka Psou odvaja Abhaziju od Rusije, a Inguri čini granicu prema Gruziji.

### Administrativna podjela
Abhazija je podijeljena na 6 okruga i glavni grad Suhumi. Okruzi su:
- (1) Okrug Gagra
- (2) Okrug Gudauta
- (3) Suhumi
- (4) Okrug Gulrifši
- (5) Okrug Očamčira
- (6) Okrug Tkvarčeli
- (7) Okrug Gali

### Gradovi
- Suhumi, glavni grad (43.700 st.)
- Gagra (10.700 st.)
- Gudauta (7700 st.)
- Gulrifši
- Novi Afon (1300 st.)
- Očamčire (4700 st.)
- Gali (7200 st.)
- Bichvinta
- Tkvarčeli

## Stanovništvo
Po popisu stanovništva dok je Gruzija bila u sklopu SSSR-a (1989.), Abhazija je imala 525,000 stanovnika, od čega su 46% činili Gruzijci, a 18% Abhazi. Sada je situacija drugačija: 44% stanovništva čine Abhazi, a po 21% Armenci i Gruzijci.
Kretanje broja stanovnika i etnička struktura
| Godina popisa | Gruzijci | Abhazi | Rusi   | Armenci | Grci   | Ukupno  |
| ------------- | -------- | ------ | ------ | ------- | ------ | ------- |
| 1926.         | 67.494   | 55.918 | ?      | ?       | ?      | 201.000 |
| 1959.         | 158.200  | 56.197 | 86.700 | 64.400  | ?      | 405.000 |
| 1970.         | ?        | 77.276 | ?      | ?       | ?      | 199.596 |
| 1979.         | 213.322  | 83.087 | 79.730 | 73.350  | 13.642 | 486.082 |
| 1989.         | 239.872  | 93.267 | 74.913 | 76.541  | 14.664 | 525.061 |
| 2003.         | 45.953   | 94.606 | 23.420 | 44.870  | 1486   | 215.272 |

### Poznate osobe
- Aleksandar Konstantinovič Šervašidze, abhaski knez (1918. – 1968.)
- Fazil Iskander, abhaski pisac
- Šalva Denisovič Inal-Ipa, abhaski povjesničar i etnograf (1916. – 1995.)
- Vladislav Grigorjevič Ardzinba, abhaski političar i prvi predsjednik Abhazije
- Sergej Vasiljevič Bagapš, abhaski političar - sadašnji predsjednik

## Vanjske poveznice
- Službena stranica abhazijskog predsjednika
- Rat u Abhaziji